# Composição orgânica do capital
Composição orgânica do capital é um conceito central na teoria marxista que descreve a relação entre o capital constante e o capital variável na produção. Ela foi desenvolvida por Karl Marx em sua obra "O Capital" e desempenha um papel fundamental na análise das dinâmicas do sistema capitalista. 

## Definição e explicação
A composição orgânica do capital refere-se à proporção entre o capital constante, que engloba os meios de produção como máquinas, equipamentos e matérias-primas, e o capital variável, que representa a força de trabalho humana. Em outras palavras, é a relação entre os investimentos em bens de produção e em trabalho vivo.
A composição orgânica do capital é determinada pelas mudanças na tecnologia, automação e mecanização da produção. Quando há um aumento na proporção de capital constante em relação ao capital variável, diz-se que há uma alta composição orgânica do capital. Isso ocorre quando a tecnologia substitui o trabalho humano, levando a uma maior produtividade, mas também a uma maior exploração do trabalho.

## Implicações econômicas e sociais
Uma alta composição orgânica do capital tem implicações significativas para a exploração do trabalho e as dinâmicas econômicas. A automação e a tecnologia podem levar a uma redução na demanda por trabalho humano, aumentando o desemprego e a desigualdade. Além disso, uma alta composição orgânica do capital tende a aumentar a taxa de lucro, uma vez que o valor criado pelos meios de produção é maior em comparação com o valor criado pelo trabalho.
Por outro lado, uma baixa composição orgânica do capital indica uma proporção menor de capital constante em relação ao capital variável. Isso ocorre em setores intensivos em mão de obra, onde o trabalho humano desempenha um papel mais significativo na criação de valor. No entanto, uma baixa composição orgânica do capital pode levar a uma menor produtividade e competitividade no mercado global.

## Debate e críticas
O conceito de composição orgânica do capital tem sido objeto de debates e críticas ao longo do tempo. Diferentes interpretações e teorias têm surgido, explorando as complexidades e as limitações do conceito. Alguns críticos argumentam que a composição orgânica do capital não leva em consideração outros fatores relevantes na análise da economia capitalista.
- MARX, Karl. O Capital: Crítica da Economia Política. Tradução de Reginaldo Sant'Anna. São Paulo: Boitempo Editorial, 2013.

- PIKETTY, Thomas. O Capital no Século XXI. Tradução de Monica Baumgarten de Bolle. Rio de Janeiro: Intrínseca, 2014.
- MANDEL, Ernest. O Capitalismo Tardio. Tradução de Waltensir Dutra. São Paulo: Editora Nova Cultural, 1985.